# Essertines-sur-Rolle
Essertines-sur-Rolle es una comuna suiza del cantón de Vaud, situada en el distrito de Nyon. Limita al norte con la comuna de Gimel, al este con Aubonne, Bougy-Villars y Mont-sur-Rolle, al sur con Rolle y Tartegnin, al suroeste con Gilly, y al oeste con Burtigny y Saint-Oyens.
Hasta el 31 de diciembre de 2007 la comuna formó parte del distrito de Rolle, círculo de Gilly.

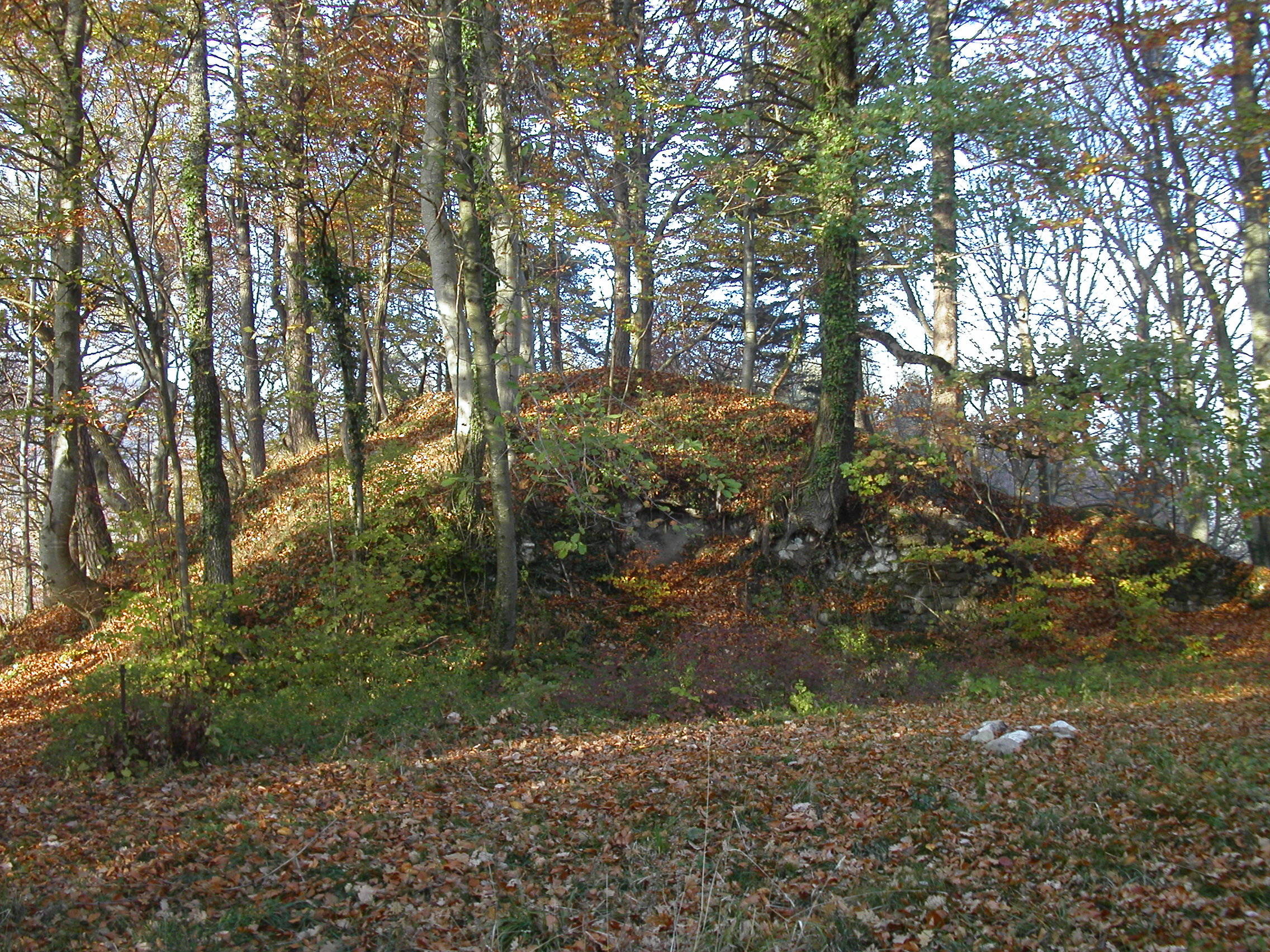
Ruinas del castillo de Mont-le-Vieux.